# Syntomeida ipomeae
Syntomeida ipomeae là một loài bướm đêm thuộc phân họ Arctiinae, họ Erebidae.